# Полонізація
Полоніза́ція, або спольщення (ополячення; пол. polonizacja) — процес насаджування польської мови та культури населенню, що належить до іншої етнокультури, з метою асиміляції. Прихильники даного явища стали називатися полонофілами, а сама течія — полонофільство.

## Королівство Польське
У другій половині XIV ст. територія Червенських городів була захоплена Польщею і Великим князівством Литовським. Від цього часу на землях, які опинилися під владою польського королівства розпочалося активне ополячення й насадження католицизму.
У 1434 р. відбулася інкорпорація Королівства Русі ( Галицького князівства ) до складу Польщі, чим було скасовано автономне становище Галичини, скасовані обов’язковий переклад указів на давньоукраїнську (руську) мову, руське право та судочинство.

## Річ Посполита
Питання спольщення руського населення гостро постало після укладення Люблінської унії 1569, коли Велике князівство Литовське, де українці (русини) могли вільно говорити своєю мовою та сповідувати свою віру (православ'я), об'єдналося з Польським королівством, утворивши Річ Посполиту.
Одним з найсильніших засобів полонізації та латинізації українського населення, і зокрема, шляхти, була католицька церква. Найінтенсивніше ці процеси відбувалися на західних українських землях, де знаходилося чимало латинських монастирів, костелів та активно діяли католицькі церковні ордени. Щоб зберегти православні обряди, Київська митрополія погодилася укласти Берестейську унію 1596, але це не зупинило ополячення української шляхти. Берестейська унія призвела до релігійного розколу всередині українського народу. Значну роль у цьому процесі відіграли також династичні шлюби між незаможною польською шляхтою і представниками українських княжих, магнатських та боярських родів. Завдяки укладенню подібних шлюбів поляки наприклад ще з кінця 14 століття у Галичині захопили всі найкращі землі. Полонізація та латинізація українських феодалів було наслідком політики національної дискримінації, яку проводив польський уряд. Українська шляхта поставала перед дилемою: втратити свій політичний статус (права і привілеї української та польської шляхти в Речі Посполитій суттєво відрізнялись) або прийняти латинську віру та полонізуватися. З поширенням полонізації серед української шляхти, православ'я, а також українська мова та звичаї пов'язувалися насамперед із нижчими верствами. Україна під час цього процесу втрачала цілий клас людей аристократичної еліти, котрий зазвичай здійснює політичне керівництво, ставить політичні цілі, сприяє культурі та освіті та підтримує церкву.
Ще в XVII сторіччі Мелетій Смотрицький у сповненому скорботи трактаті «Тренос, або Плач за Святою Східною Церквою» (1610) писав: «Де тепер безцінні діаманти православної корони, уславлені роди таких руських князів, як Слуцькі, Заславські, Збаразькі, Вишневецькі, Сангушки, Чорторийські, Пронські, Ружинські, Соломирецькі, Головчинські, Коропинські, Масальські, Горські, Соколинські, Лукомські, Пузини та інші, яким немає ліку? Де тепер ті, що оточували їх… благородні, славетні, відважні, сильні й давні доми руського народу, що на весь світ славилися престижем, могутністю й відвагою?» За цим риторичним запитанням стояв загальновідомий факт переходу всіх цих славетних магнатських родів до католицизму.
Однак, якщо шляхта тільки втрачала привілеї, то звичайні православні українці оголошувалися «схизматами» і зазнавали національної та соціальної дискримінації, зокрема їм заборонялося брати участь в управлінні містом, вони не мали права селитись в центрі міст, їм забороняли старшинство в цеху чи навіть везти покійника через центр міста. У свідомість населення постійно утверджувалось поняття «вищості» польської культури, польської мови, католицької віри, та «нижчості» українців, їхньої мови і православ'я. Польським урядом робилось все для того, щоб некатоликам не було місця у тогочасному суспільстві.
Чинник полонізації відіграв свою роль і в вибуху Визвольної війни 1648 року під проводом Б. Хмельницького, коли ці процеси дещо пригальмувались. Однак вже 1696 року загальна конфедерація станів Речі Посполитої прийняла постанову, в якій рекомендувала перевести все діловодство у Великому князівстві Литовському на польську мову. Надалі разом зі закріпаченням українців натиск на православ'я з боку католицької церкви тільки зростав і спричинив до повстань Гайдамаччини та Коліївщини, — аж до першого переділу Речі Посполитої.

## Західна Україна (монархії Габсбургів)
Наприкінці 18 століття Україна після чергового переділу Польщі потрапляє більш як на 150 років до Російської імперії (близько 80 % території сучасної території України) та монархії Габсбургів (територія західної України). Австрійська та Австро-Угорська імперії під Габсбургами були конституційними монархіями, в яких наголошувалось рівноправність мов усіх етнічних груп, однак німецька була офіційною в армії та службовців (Угорщина отримала політичну й адміністративну автономію, мала власний уряд і парламент).
Щодо національних питань, то становище українців було кращим, ніж в Росії, однак на всіх українських територіях монархій Габсбургів відбувалась постійна конкуренція та зіткнення національних ідей між українцями та їх сусідами: у Галичині — з поляками, в Буковині — з румунами, в Закарпатті — з угорцями. Однак на початок 19 століття відбувається інтенсивний процес формування сучасної української нації — і питання щодо рівноправності української мови та вживання її у різних сферах публічного життя та органах влади поставало дуже гостро. В Галичині це питання перейшло в стан міжнаціональної боротьби за домінування в краю українців та поляків. Хоча формально у Галичині було проголошено рівність обох народностей, проте фактично крайова влада належала місцевій польській шляхті.
Під час подій 1848 року в Угорщині відбулась активізація національного і громадсько-політичного життя всіх народів імперії і представники Головної Руської Ради також донесли необхідність забезпечення мовних прав українців до династії Габсбургів. В «Петиції зібрання львівських русинів під проводом Головної Руської Ради до цісаря» від 17 квітня 1848 р. було викладено побажання щодо розширення прав на вживання української мови в публічному житті та в освіті. Слід відзначити, що деякі кола Австро-Угорщини українців вважали «рутенами», чи русинами — групою греко-католицького населення Галичини з особливою говіркою, на відміну від українського населення під Російською імперією.
До 1869 р. поляки і українці мали однакові права щодо вживання та використання своїх мов — українській та польській були надані незначні права «краєвих мов». На початку 1860-х pp. на основі ідей національного відродження українців виник рух так званих народовців, які орієнтувалися на український народ і виступали за єдність усіх українських земель, за розвиток єдиної української мови на основі народних говорів та за впровадження української мови та літератури в усі сфери життя. Саме у 1848 році у Львівському університеті було відкрито першу в Україні кафедру української словесності, а в школах і адміністративних установах Східної Галичини було запроваджено українську мову. В 1861 р. було засновано культурно-освітню організацію «Руська бесіда», у 1861 p. «Просвіту», а в 1864 р. у Львові було відкрито перший український театр. Велике значення для розвитку української мови і літератури мало створення в 1873 p. у Львові Літературного товариства ім. Т. Шевченка.
Однак вже в червні 1869 р. польська мова за розпорядженням цісаря стала урядовою мовою (офіційною, або другою державною мовою) в Галичині і витіснила навіть німецьку. Згідно з цією постановою всі органи державної влади, що підлягали міністерствам внутрішніх справ, фінансів, торгівлі і сільського господарства, а також оборони краєвої і громадської безпеки, також краєва шкільна рада і суди повинні вживати польську мову. Українська мова залишилась «мовою краєвою», тобто мовою, яка є рідною для частини місцевого населення окремої території краю, в даному випадку Східної Галичини. Наступні постанови влади надалі тільки поглиблювали домінування польської мови. Саме з цього часу поляки розпочали новий період насилля на витіснення української мови та активну полонізацію західноукраїнських земель. В своїй діяльності поляки домагались відновлення польської державності в кордонах 1772 р. так званої «історичної Польщі» і цим самим заперечували українцям будь-які права на свою державність і соціальне визволення. Розквітла цензура, заборони на публікацію та конфіскація українських видань. Українська мова зникла з освіти від початкової школи до університету, та з більшості друкованих видань, а рештки, через проект австрійського уряду, переводились на латинську абетку. Також були намагання ввести григоріанський (римський) календар в греко-католицькій церкві. Витіснялися українці за національною ознакою з робочих місць та навчальних закладів. Стосовно Львівського університету відбулося скорочення українців серед студентів з 41,7 % у 1873 р. до 23,4 % у 1913 р. при збільшенні поляків з 29,7 до 72,2 % за 1863—1902 рр., а у Львівській політехніці в 1913 р. зі студентів було 93,7 % поляків проти 5,5 % українців. Поляки сконцентрували у своїх руках державні земельні посади і монополізували перепродаж землі польським переселенцям, внаслідок чого за 1890—1910 рр. на українські землі прибуло понад 236 тис. польських колоністів.

## Польща у міжвоєнні роки

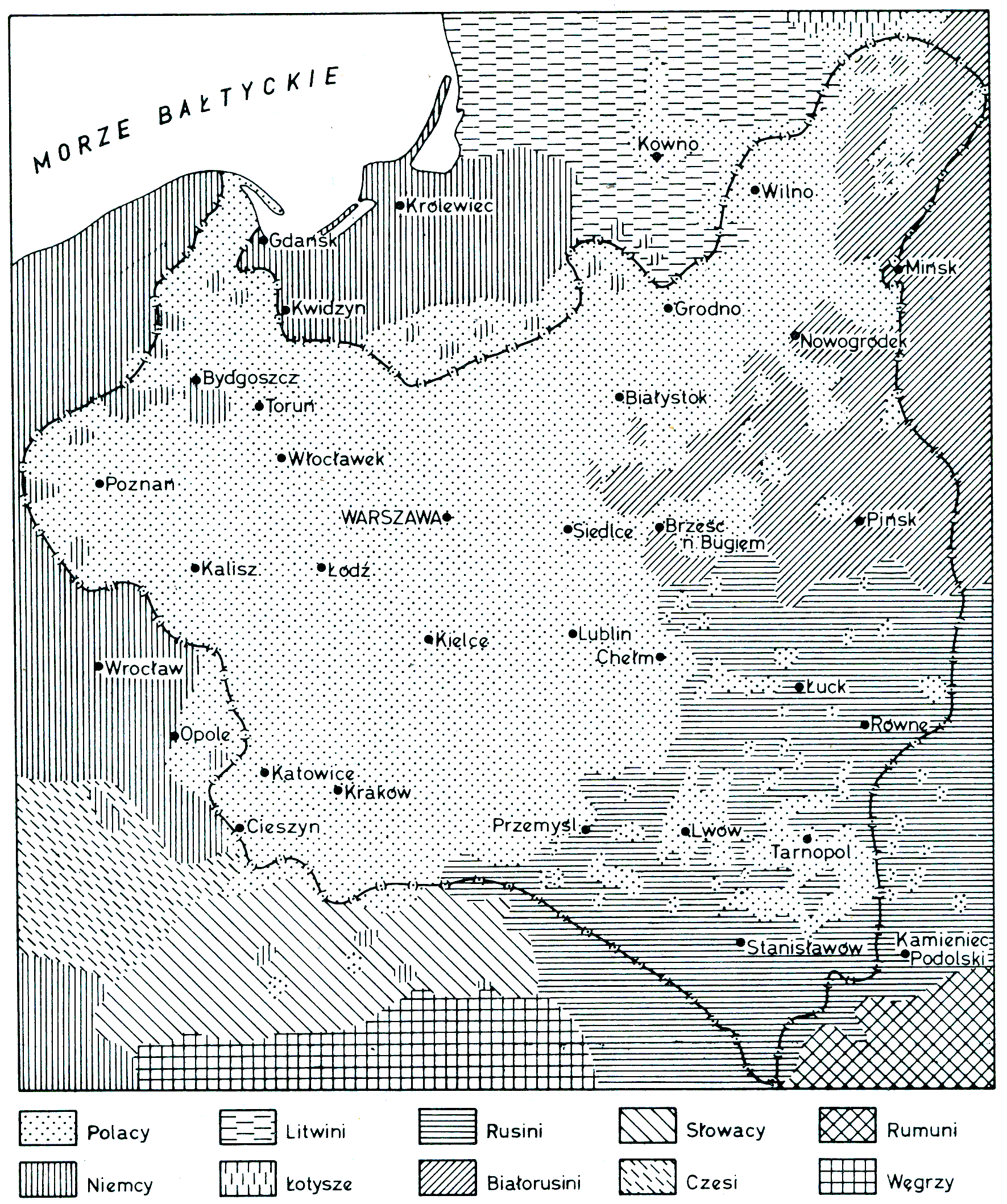
У складі польської держави в 1920-х—1930-х роках було багато земель з українським і білоруським населенням

Полонізація західноукраїнських земель в міжвоєнні роки була частиною масштабнішого плану втілення політики державного терору щодо національних меншин на окупованих землях.
Вже наприкінці 1919 року Польща першим кроком вдалася до радикальних дій щодо українського населення: масові арешти національно-свідомої частини (близько 100 000 українців, з них близько 1000 греко-католицьких священиків було ув'язнено в концтаборах та тюрмах). В деяких випадках здійснювався розстріл українських священиків без жодного суду. Також ліквідовано всі українські органи самоврядування.
В березні 1920 р. ввели нову офіційну назву для Західної України — «Малопольська Всходня». Всі терміни, що нагадували про українську приналежність, такі як «Західна Україна», «українець», «український» були заборонені, а натомість почали використовувати назви «рускій», «рускі», «русінскі», також заборонено вжитку української мови в адміністраціях та інших державних установах. Проведено масові чистки в державних і повітових установах і звільнено звідти всю українську інтелігенцію, ліквідовано всі українські кафедри Львівського університету і введено дискримінацію на вступ для україномовних студентів (студентами могли стати тільки ті, хто присягнув на вірність Польщі, що фактично позбавляло українців здобуття вищої освіти). Масова заміна українських вчителів на поляків або ж взагалі закриття українських шкіл. Як наслідок, після 20 років такої полонізації в Західній Україні кількість українських шкіл зменшилася з 3662 до 144. Ще гірша картина була в вищій освіті. Одна українська гімназія була аж на 230 тис. українців (і одна польська — на 16 тисяч поляків для порівняння).
Ліга Націй в 1921 році засудила дії польського уряду і визнала Польщу фактично воєнним окупантом Галичини. Проте репресивна політика не припинилася і в наступні роки. Такі кроки призводили до радикалізації і протестів з боку українців, і на початку 30-х років відбулися численні напади на польські маєтки та установи.
Для зміни ситуації польська влада використовувала ще брутальніші дії — вдалися до жорстоких фізичних репресій проти всіх українців і державних антиукраїнських погромів, котрі отримали офіційну назву пацифікація (умиротворення). Для проведення таких акцій польський уряд використав спеціальні відділи поліції, військову кавалерію та місцеві поліційні підрозділи. Пацифікація полягала в фізичному знищенні та конфіскації майна українських кооперативів, читалень, відділень «Просвіти», подальшому закритті шкіл та гімназій, розпуску молодіжних українських організацій, конфіскацій продуктів, фізичних покарань і ув'язнень. В ході пацифікації в Галичині було заарештовано понад 2 тис. українців, насамперед активістів українських організацій та установ, вчителів, студентів, школярів чи молодих селян; третину з них було засуджено на тривалі терміни ув'язнення. Підставою для звинувачення українців та ув'язнення могли стати такі факти як передплата українських газет, відправлення дітей в українські школи, членство в українських організаціях, заповнення офіційних документів українською мовою і навіть вишита сорочка. Також пацифікація використовувалась для недопущення до виборів найактивніших українських громадських діячів.
В 1934 р. польський уряд заснував концтабір у Березі Картузькій, де більшість становили українські політв'язні та офіційно відмовився від забезпечення конституційних прав національних меншин. Українців звільнили з роботи за національною ознакою не тільки з адміністративних органів, але і з органів самоврядування, державних служб і підприємств. Урядом проводилося переселення поляків-колоністів на українські землі з наданням їм земель, кредитів, робочих місць.
Однак слід відмітити, що всі ці заходи дали тільки тимчасово бажаний результат — уряду таки вдалося зупинити антипольські погроми, але полонізація та асиміляція українців на західноукраїнських землях не відбулися. Навіть навпаки, це дало сильний поштовх до подальшого зростання серед українців національної самосвідомості, надзвичайного посилення ворожості до польської держави і поляків зокрема, та до радикального загострення українсько-польських відносин на цих окупованих землях. Все це відгукнулося в подіях Волинської трагедії через кілька років, під час німецької окупації Західної України.

### Шкільництво
У 1923 році на українських землях, що входили до складу Польщі, було 2450 українських шкіл, в 1927 — 864 українських та 1339 двомовних і 2298 польських, у 1928 — 804 українські та 2120 двомовних і 1772 польських. Станом на 1939 рік було 452 початкові українські та 2485 двомовні польсько-українські школи. За часів Австро-Угорщини тільки у королівстві Галичини та Володимирії, станом на 1914 рік, було 2510 українських шкіл.

## Ополячення в ідеології прихильників загальноросійської ідеї
Прихильники загальноросійської ідеї пропагують антинаукову концепцію виникнення української мови та українського народу «внаслідок ополячення російського народу». Відповідно вони створили міф виникнення та поширення української мови внаслідок полонізації (ополячення) російської мови (див. Міфи щодо української мови).